# Commonwealth d'Inghilterra
Il Commonwealth d'Inghilterra, detto anche Repubblica Inglese, fu un governo di stampo repubblicano che esercitò il potere dapprima nel Regno d'Inghilterra (compreso il Galles) e poi in quello d'Irlanda e in quello di Scozia dal 1649 al 1660, nel pieno delle cosiddette guerre dei tre regni. Dopo l'esecuzione capitale del re Carlo I, avvenuta il 30 gennaio 1649, l'esistenza del Commonwealth fu inizialmente dichiarata da un atto del Rump Parliament il 19 maggio 1649.

## Descrizione
Dopo alcuni esperimenti di democrazia, ispirati anche alla democrazia diretta medievale e antica, o a un libero dibattito parlamentare, nel 1653 il leader del Parlamento Oliver Cromwell, che aveva guidato la Rivoluzione, sciolse le Camere senza riformarle e cominciò a governare in maniera dittatoriale, imponendo la sua censura sulle opinioni e i costumi. Il governo che durò dal 1653 al 1659 è propriamente chiamato Protectorate e prese forma di un governo personale nelle mani del solo Cromwell e, dopo la sua morte, del figlio Richard, entrambi con il titolo di Lord Protector.
Il termine Commonwealth è tuttavia vagamente usato per descrivere il sistema di governo che durò per tutto il periodo dal 1649 al 1660, gli anni dell'Interregnum inglese, e non deve essere confuso con il Commonwealth delle nazioni, che è l'organizzazione che è succeduta al British Commonwealth nel 1949, il quale è un gruppo di ex colonie britanniche che, seppur diventati Stati sovrani ed indipendenti, continuano a riconoscere come simbolico capo di Stato il monarca inglese.
Nel 1659 il Parlamento ricostituito depose Richard Cromwell e lo costrinse all'esilio, richiamando nel 1660 il figlio del sovrano decapitato, Carlo II Stuart, che restaurò la monarchia assoluta. Tutti questi eventi, però, misero pesantemente in discussione, per la prima volta nel mondo occidentale moderno, il concetto di diritto divino dei re, ponendo le basi, in Inghilterra, per l'instaurazione della monarchia costituzionale, avvenuta 29 anni dopo con la Gloriosa rivoluzione del 1689, il primo passo per l'attuale democrazia liberale britannica.

## Influenza politica
Il Commonwealth è tuttora l'unico governo di tipo repubblicano esistito nell'intera storia della Gran Bretagna, e l'unico delle isole britanniche fino alla nascita della Repubblica d'Irlanda nel 1922; è stato inoltre la prima repubblica nel mondo anglosassone, anche se divenne molto rapidamente una "quasi monarchia", in pratica una dittatura militare di Cromwell, che esercitò le funzioni di Re (con gli stessi poteri della dispotica monarchia assoluta), nonostante non ne avesse accettato il titolo formale. I repubblicani inglesi, tuttavia, anche oggi guardano con simpatia all'esperienza del Commonwealth, considerandola come la fondazione dell'idea anti-monarchica in Gran Bretagna. Invece tale periodo non è ricordato con piacere dai repubblicani scozzesi e irlandesi. Le imprese belliche di Cromwell lo hanno reso difatti molto impopolare in Irlanda e Scozia, due nazioni in precedenza quasi indipendenti che, durante le guerre civili, caddero a tutti gli effetti sotto il dominio inglese. In particolare la brutale repressione delle forze realiste perpetrata da Cromwell in Irlanda nel 1649 ha lasciato un ricordo vivo ancora oggi nella memoria degli irlandesi.
Il politico socialista Tony Benn, un ex membro laburista del Parlamento del Regno Unito, ha presentato più volte una proposta per l'abolizione della monarchia e la restaurazione della repubblica, con la costituzione di un democratico Commonwealth of Britain. La proposta non ha mai avuto seguito.